# 폴라 케일
폴라 케일(Paula Cale, 1970년 6월 2일 ~ )은 미국의 각본가, 연극 배우, 텔레비전 배우, 영화배우이다.

## 영화
- 리빙 프루프 (2008년)
- 조이 (2004년)
- 오피스 킬러 (1997년)
- 시빌 (1995년)
- 시카고 특별수사대 (1993년)
- 머피 브라운 (1988년)